# Taggstjärtad rocka
Taggstjärtad rocka (Bathyraja spinicauda) är en broskfisk tillhörande familjen egentliga rockor som finns i östra Atlanten.  

## Utseende
En rocka med spetsig men inte särskilt lång nos, en ryggsida med blågrå till brungrå grundfärg och ljusare bakkanter samt en vitaktig, mörkprickig undersida. Stjärtens bakre undersida är dock ljusbrun med två gulaktiga tvärband längst bak. Hudtänder saknas utom på handens främre undersida; däremot har stjärten en rad kraftiga taggar längs ovansidans mittlinje. Längden kan nå upp till 170 cm.

## Vanor
Den taggstjärtade rockan är en bottenfisk som återfinns på kontinentalsockelns sluttningar från 140 till över 1 650 meters djup, även om den oftast håller sig mellan 400 och 850 meter. De vuxna djuren lever främst, till över 90%, på fisk, medan ungfiskarna främst äter bottenlevande smådjur.

### Fortplantning
Arten är äggläggande, men som de flesta rockor ur familjen egentliga rockor har den en regelrätt parning där hanen omfamnar honan. Efter parningen lägger honan avlånga äggkapslar med en bredd av 8 till 10 cm, en längd av 13,5 till 16,5 cm och med spetsiga horn i hörnen på sandiga eller gyttjiga bottnar.

## Utbredning
Den taggstjärtade rockan finns i de kalla delarna av norra Atlanten. I västra delen finns den från Grönland och Davis sund via Newfoundland och Labradorhalvön i Kanada till Nantucket och tidvis Maine i USA; i östra från Grönland över Island, Färöarna och Shetlandsöarna till Norge och Barents hav samt söderut till norra Nordsjön.

## Status
Arten har minskat påtagligt i kanadensiska vatten, även om det inte finns några säkra data som visar att detta skulle gälla populationen i sin helhet. Arten bedöms dock vara känslig för överfiske (den tas främst som bifångst) bland annat på grund av sin storlek, som gör den lättfångad. IUCN har därför klassificerat den som sårbar ("VU") med underklassificeringen "VU A2b" i nordvästra Atlanten och nära hotad ("NT") globalt. I östra Atlanten betraktas den dock som livskraftig ("LC") på grund av att man där mindre ofta fiskar på de djup där rockan normalt lever.